# Ferrières-sur-Ariège
Ferrières-sur-Ariège is een gemeente in het Franse departement Ariège (regio Occitanie) en telt 705 inwoners (1999). De plaats maakt deel uit van het arrondissement Foix.

## Geografie
De oppervlakte van Ferrières-sur-Ariège bedraagt 3,5 km², de bevolkingsdichtheid is 201,4 inwoners per km².
De onderstaande kaart toont de ligging van Ferrières-sur-Ariège met de belangrijkste infrastructuur en aangrenzende gemeenten.

## Demografie
Onderstaande figuur toont het verloop van het inwonertal (bron: INSEE-tellingen).

Vanwege een beveiligingsprobleem met de MediaWiki Graph-software is het momenteel niet mogelijk deze grafiek weer te geven. Zodra de software is bijgewerkt zal de grafiek vanzelf weer zichtbaar worden.